# 中島勇喜
中島 勇喜（なかしま ゆうき、1944年2月17日 - 2011年5月24日）は、日本の林学者、砂防学者。農学博士（九州大学）。熊本県出身。

## 略歴
- 1944年（昭和19年）2月17日生まれ
- 1967年（昭和42年）3月 - 鹿児島大学農学部卒業
- 1969年（昭和44年）3月 - 九州大学大学院農学研究科修士課程修了
- 1972年（昭和47年）5月 - 九州大学大学院農学研究科博士課程単位取得満期退学
- 1972年（昭和47年）6月 - 九州大学農学部助手
- 1978年（昭和53年）10月 - 山形大学農学部助教授
- 1978年（昭和53年）12月 - 九州大学農学博士
- 1992年（平成 4年）4月 - 山形大学農学部教授
- 1999年（平成11年）4月 - 山形大学農学部附属演習林長（2003年3月まで）
- 2003年（平成15年）4月 - 山形大学評議員（2005年3月まで）
- 2005年（平成17年）4月 - 山形大学農学部長（2007年8月まで）
- 2007年（平成19年）9月 - 山形大学理事・副学長（学長代理）
- 2011年（平成23年）5月 - 胆管がんのため逝去。享年67

## 専門分野
林学・森林工学、海岸砂防学
- 飛砂防止に関する基礎的研究
- インド洋大津波に対する海岸林の効果の検証と今後の海岸域の保全のあり方（平成18年４月〜）

## 研究業績
特筆すべき学術論文
- 日本国における海岸林の現状と課題、韓国海岸林研究会・日本海岸林学会共同学術論文集, 2005
- Measures to control Blown Sand and Changes in Sand Level in the Fore-dune Area of the Shonai Coastal Sand Dune,日本海岸林学会誌,3(1)2003

## 学会活動
- 日本林学会 会長（2001年 - 2008年）
- 日本砂丘学会 評議員（2000年 - 2010年）
- 日本雨水資源化システム学会 評議員（2002年 - 2007年）、理事（2007年 - ）
- 砂防学会 理事（2001年 - 2006年）

## 受賞歴
- 韓国海岸林研究会賞受賞（2006年12月）

## 社会貢献
- 山形県農林水産技術会議委員（1988年 - 1998年）
- 山形県森林審議会委員（1990年 - 2007年）、会長（2008年 - ）
- 山形県環境影響評価審査委員（1999年 - 2008年）
- 山形県土地利用審査会委員（1998年 - 2007年）
- 山形県鶴岡市景観審議会委員（2005年 - 2009年）

## 管理運営
- 山形大学農学部長として、農学部附属やまがたフィールド科学センターの設置（平成18年７月）
- 教育・学生担当理事・副学長として、基礎教育院の創設（平成21年10月）をはじめとする学士課程教育の充実に尽力